# 哥倫比亞 (北卡羅萊納州)
哥倫比亞（英語：Columbia）是一個位於美國北卡羅萊納州蒂勒爾縣的城鎮。同時該地也是蒂勒爾縣的縣治。

## 人口
根據2020年美國人口普查的數據，哥倫比亞的面積為3.23平方千米，當中陸地面積為3.18平方千米，而水域面積為0.05平方千米。當地共有人口610人，而人口密度為每平方千米189人。